# Пелешенко Павло Павлович
Павло́ Па́влович Пелеше́нко (29 червня 1978 — 26 лютого 2022) — підполковник (посмертно) Збройних Сил України, учасник російсько-української війни.

## Життєпис
Народився 29 червня 1978 року в м. Обухів, Київської області.
Військову службу проходив у 91 окремому Охтирському полку підтримки.
Приймав безпосередню участь у захисті Батьківщини в районах проведення АТО та ООС.
Загинув 26 лютого 2022 в районі міста Охтирка.

## Нагороди та вшанування
- Орден «Богдана Хмельницького» III ступеня[1].